# Bernhard Theilmann

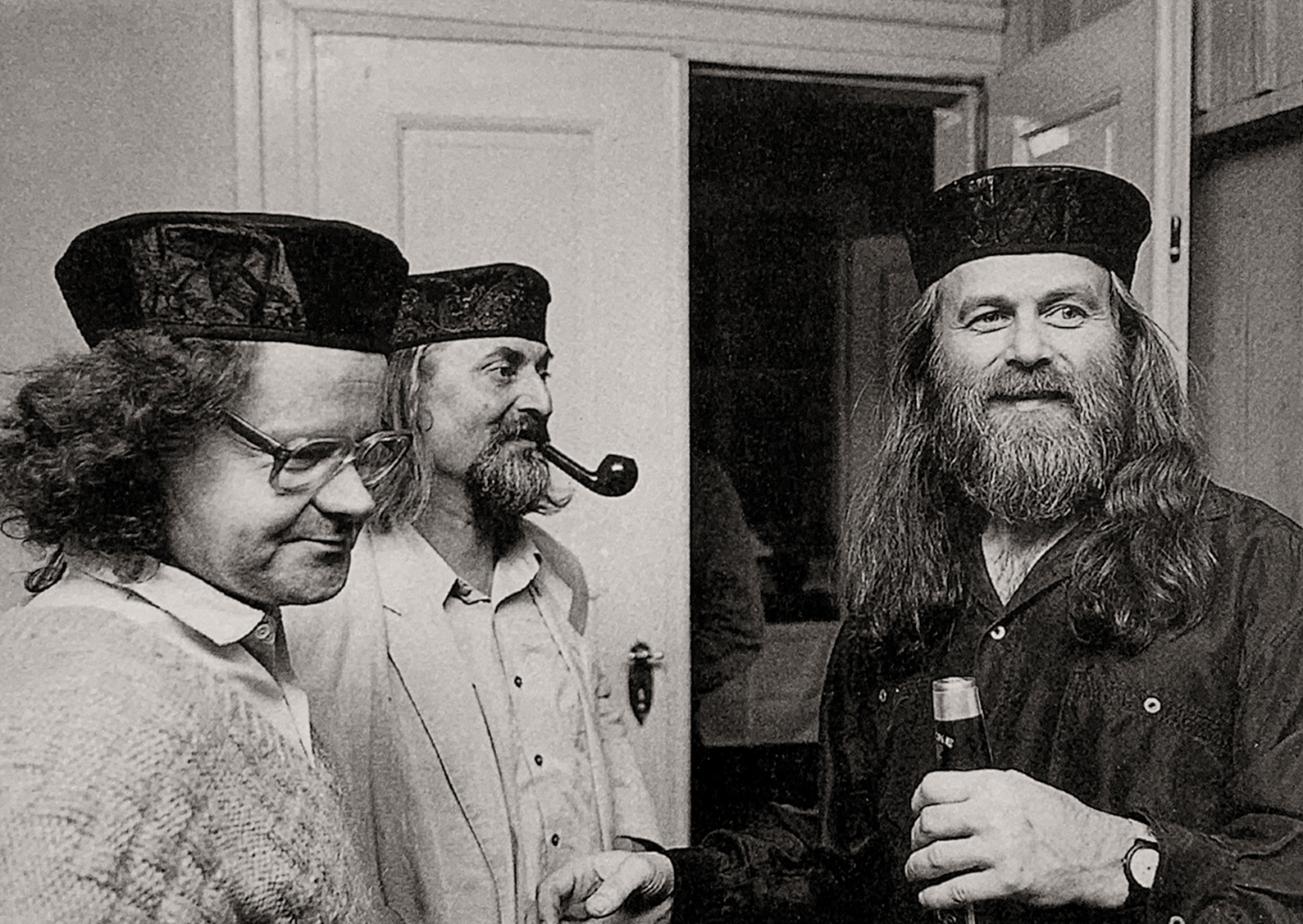
Jochen Lorenz, Eberhard Göschel und Bernhard Theilmann (v. l. n. r.) 1993

Bernhard Theilmann (* 28. März 1949 in Kurort Rathen; † 22. August 2017 in Dresden) war ein deutscher Lyriker, Verleger und Kunstkritiker. Mit Eberhard Göschel, Peter Herrmann, Jochen Lorenz und A. R. Penck gründete er 1978 die Obergrabenpresse, die bis 2008 bestand.

## Leben
Theilmann wurde im Kurort Rathen in der Sächsischen Schweiz als Sohn eines Tischlers und einer Verkäuferin geboren. Theilmann wuchs in Nachbarschaft zu Eberhard Göschel auf, mit dem er zeitlebens befreundet war und auch zusammenarbeitete. Theilmann absolvierte von 1965 bis 1967 eine Lehre als Druckmaschinenbauer und besuchte ab 1967 die Abendschule, wo er bis 1969 sein Abitur nachholte. Er entwickelte ein besonderes Interesse für Literatur und begann ab Ende der 1960er-Jahre, Gedichte zu schreiben.
Theilmann arbeitete nach Ende der Lehre zunächst beim VEB Druckmaschinenwerk Victoria Heidenau in der Endmontage. Ein Studium der Kulturtheorie und Ästhetik an der Karl-Marx-Universität Leipzig brach er nach vier Monaten im Dezember 1971 ab, wobei er damit seiner Exmatrikulation zuvorkam. Theilmann wurde Werkzeugmacher und arbeitete zudem als Lokalreporter beim Sächsischen Tageblatt. Als er dort 1974 von der Staatssicherheit als Inoffizieller Mitarbeiter angeworben werden sollte, beendete er die Zusammenarbeit. Im Jahr 1974 zog Theilmann von Leipzig nach Dresden, wo er bis zu seinem Tod lebte. Ab 1979 war er beim Feinkosthersteller und -exporteur VEB Exzellent Dresden als Energetiker tätig.

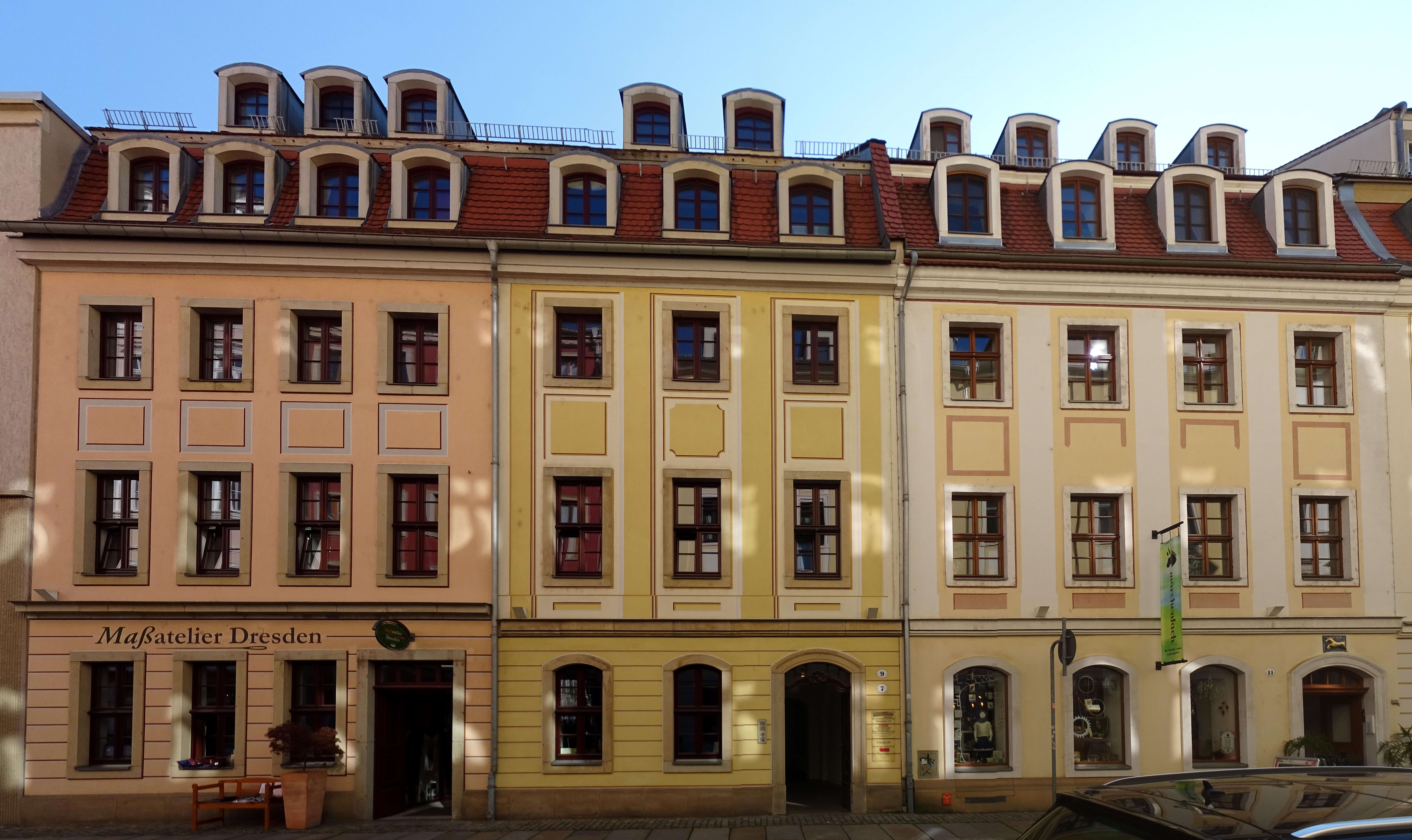
Haus Obergraben 9, Namensgeber der Obergrabenpresse

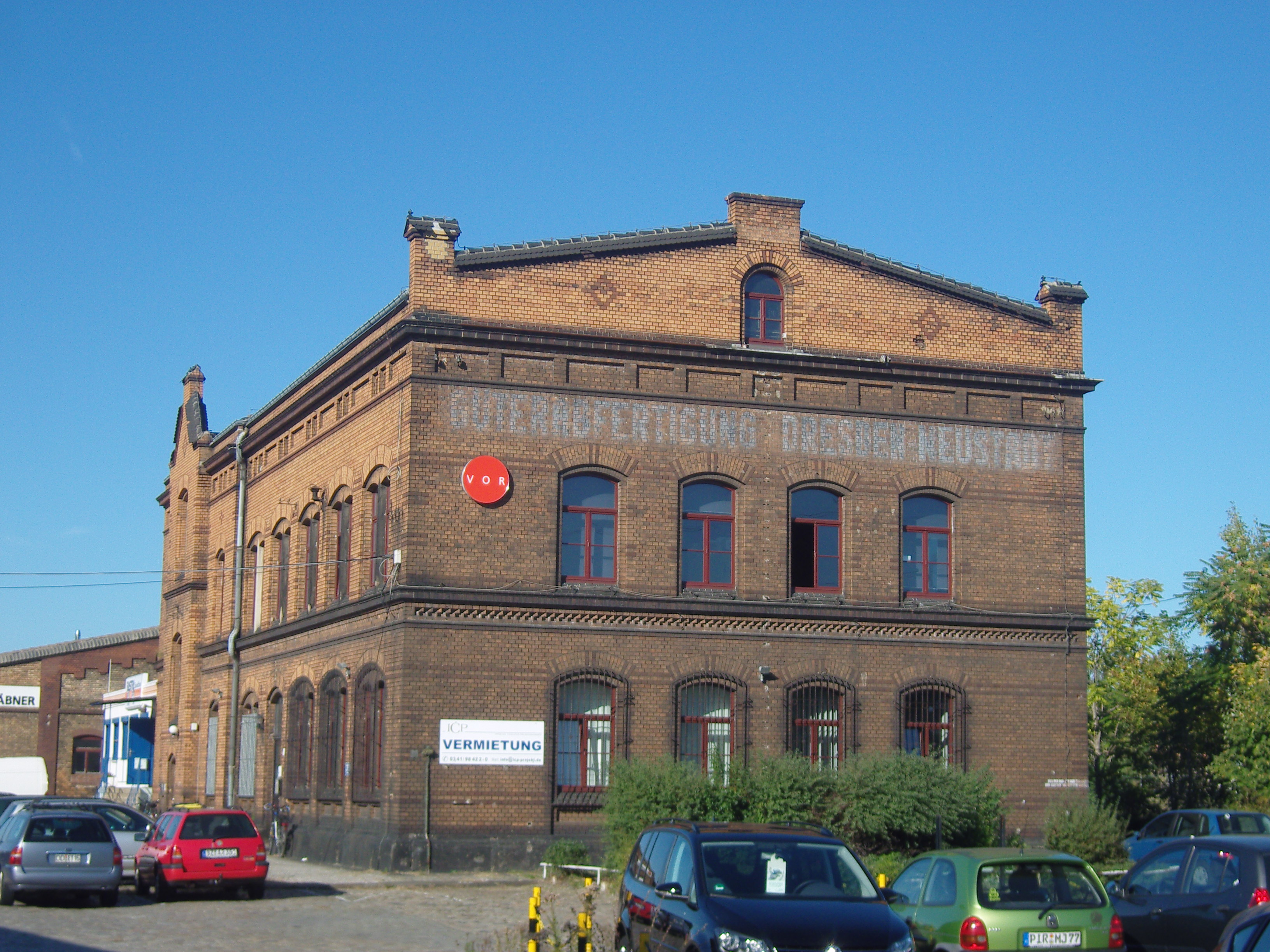
Eisenbahnstraße 2, Sitz der Obergrabenpresse von 1997 bis 2008

Zu Theilmanns Dresdner Freundeskreis zählten zahlreiche Künstler, so die Maler Peter Graf und Peter Herrmann und der Drucker Jochen Lorenz. Mit dem Künstler Hernando León schuf Theilmann 1975 Nachdichtungen chilenischer Lyrik. Theilmann, Göschel, Lorenz, Herrmann und A. R. Penck gründeten 1978 die Obergrabenpresse, die sich als „selbstverwaltete Werkstatt, Druckerei, Verlag, Galerie“ verstand und „ein für DDR-Verhältnisse unerhörtes und deshalb einmaliges Unternehmen“ war. Sie bestand bis 2008. Die erste Publikation der Obergrabenpresse war 1978 die auf 50 Exemplare begrenzte Edition grafiklyrik 1 mit Gedichten von Theilmann und Radierungen von Göschel. Konstant darum bemüht, Reglementierungen von staatlicher Seite zu umgehen, arbeitete die Obergrabenpresse ab 1980 trotz Druckverbots. Theilmann selbst wurde von der Staatssicherheit beobachtet und war Teil des operativen Vorgangs „Kreis“, der sich gegen Kritiker der Ausbürgerung Wolf Biermanns richtete. Bei seiner Rede anlässlich der Verleihung des Georg-Büchner-Preises 1991 nannte Wolf Biermann Bernhard Theilmann in einer Reihe von „einzelne[n] gute[n] und mutige[n] Menschen, die stehn für die Menschheit. […] In den Zeiten der Unterdrückung unter Ulbricht und Honecker gab es genau solche Menschen auch […] Ihnen verdanke ich, daß ich heute hier stehe, und für sie stehe ich“.
Fehlenden Druckgenehmigungen wurde bei der Obergrabenpresse kreativ begegnet, so erschienen die auf 30 Exemplare limitierte Mappe gedichte (1982) der Obergrabenpresse mit Werken von Theilmann, Michael Wüstefeld und Sascha Anderson sowie die Mappe das normale versteh wäre krieg mit Gedichten von Theilmann vollständig als Radierungen. Die Mappe gedichte wurde 1984 auch in der Zeitschrift Die Welt rezensiert, wobei der Band durch Autor Siegmar Faust als erstes illegales Werk der DDR und die Autoren als Gegner der „Grundsätze der DDR-Verfassung“ dargestellt wurden. Dies führte von staatlicher Seite zum Operativplan Schreckenstein, der die „Zerstörung der Vorbilder Göschel, Theilmann und Wüstefeld für den oppositionellen/negativen Nachwuchs aus den Bereichen Bildende Kunst und Schreibende“ zum Ziel hatte und mehrfach zu polizeilichen Verhören und Abhörungen führte. Das verhängte Druckverbot für die geplante, auf 40 Exemplare limitierte Mappe Ritze konnte die Obergrabenpresse umgehen, indem alle vertretenen Lyriker ihre Gedichte per Hand zu Radierungen verschiedener Künstler schrieben. Unterstützung erhielt die Obergrabenpresse unter anderem von Werner Schmidt, dessen „Integrität hilft, das anarchistische Tun der Obergrabenpresse zu legalisieren“ und der Grafikmappen für das Kupferstichkabinett Dresden erwarb, Lothar Lang und Fritz Löffler. Im Jahr 1986 und 1989 realisierte die Obergrabenpresse das Großprojekt Treibsand mit 29 Künstlern. Ein Gedicht von Theilmann wurde 1988 in die von Asteris Koutoulas herausgegebene Edition Bizarre Städte, eine inoffizielle Zeitschrift der DDR, aufgenommen.
Während der Wende war Theilmann als landesweiter Sprecher der Vereinigten Linken aktiv und gründete 1989 mit Michael Wüstefeld, Gregor Kunz und Manfred Streubel die Unabhängige Schriftsteller Assoziation Dresden (ASSO). Theilmann wurde 1990 Mitbegründer des Stadtmagazins SAX. Das Dresdner Journal; die erste offizielle Ausgabe war die Aprilausgabe 1990, eine Test-Nullnummer erschien einen Monat zuvor. Theilmann arbeitete als Redakteur (bis 1993) und Autor der SAX und war ab 1993 auch als Kunstkritiker für die Sächsische Zeitung tätig. Zentrale Bedeutung haben unter anderem seine Artikel zur Dresdner Kunstszene und zum künstlerischen Nachwuchs:

„Als Kenner der Dresdner Kunstszene wurde Bernhard Theilmann eine Institution, von den Künstlern ob seiner kundigen, solidarischen Haltung respektiert, geachtet und geliebt, von gewissen anderen Leuten ob seines wachen, kompromisslosen Urteils und Standvermögens gefürchtet.“

Theilmann unternahm mit Jochen Lorenz 1995 eine Reise nach Indien, um die in Zusammenarbeit mit der Obergrabenpresse und der Künstlerkolonie ArtsAcre entstandene Ausstellung Shuttle zu eröffnen. Im Folgejahr reiste er nach Peru und verarbeitete seine Eindrücke aus Maras in einem SAX-Artikel. Theilmann erhielt 2001 ein zweimonatiges Aufenthalts- und Literaturstipendium für das Projekt Innerer Monolog im Künstlerhaus Schloss Wiepersdorf. Als Lutz Fleischer 2005 der Hans-Theo-Richter-Preis verliehen wurde, hielt „Freund und Kenner“ Theilmann die Laudatio. Theilmann war bis kurz vor seinem Tod für die SAX als Autor aktiv; sein letzter Artikel war im Mai 2017 eine Auseinandersetzung mit dem Maler Willy Kriegel und der trotz dessen NS-Vergangenheit kritikfreien Sonderausstellung seiner Werke auf Schloss Burgk.
Theilmann war seit 1972 verheiratet; der Ehe entstammte ein Sohn. Er hatte zudem drei weitere Söhne aus der ersten Ehe seiner Frau angenommen. Bereits in den 1990er-Jahren erkrankte er an Borreliose, die ihn in „heftigen Schüben immer wieder brutal niederwarf und d[ie] er nicht mehr los wurde“. Er verstarb 2017 in Dresden und wurde auf dem Johannisfriedhof beigesetzt. Im Jahr 2019 erschien mit Bernhard Theilmann – Das Geheimnis der Brücken postum ein Band mit 90 Gedichten Theilmanns.

## Publikationen (Auswahl)
- 1978: grafiklyrik 1 (Gedichte von Bernhard Theilmann, Radierungen von Eberhard Göschel; Obergrabenpresse)
- 1982: gedichte (Gedichte als Radierungen von Sascha Anderson, Bernhard Theilmann, Michael Wüstefeld; Obergrabenpresse)
- 1988: Gedicht gruß vom Wolfplatz 2 in Asteris Koutoulas: Querkette. Dresden 1988. Sonderedition der Zeitschrift Bizarre Städte
- 1989: Rost und Rouge (Gedichte von Bernhard Theilmann, Radierungen von Eberhard Göschel; Obergrabenpresse)
- 1994: Momente einer Landnahme (Essay). In: E. Göschel Gemälde – Gouachen – Terrakotten, Staatliche Kunstsammlungen Dresden, 1994.
- 1995: Shuttle (Gedichte von Bernhard Theilmann u. a.; Obergrabenpresse/ArtsArcre)
- 1998: Beitrag in Literatur und Kritik – Dossier Dresden (April 1998)[21]
- 1999: Unter Druck und über Wasser. In: Unter Druck. Ausstellungskatalog Kupferstichkabinett Dresden.
- 2000: Piratensegel (Radierungen von Eberhard Göschel und Gedichte von Bernhard Theilmann)
- 2006: Beitrag zu A. R. Penck in: Wulf Kirsten und Hans-Peter Lühr (Hrsg.): Künstler in Dresden im 20. Jahrhundert –  Literarische Porträts. Verlag der Kunst, Dresden 2006.
- 2007: Nachwort in Dresden-Panorama –  zusammengezeichnet von Lutz Fleischer & Petra Kasten, Schlüsselbundverlag, 2007.
- 2007: Welche Farbe hat mein Zorn (Gedichte 1976 bis 1988) in: Horch und Guck, Nr. 1, 2007, S. 59ff.
- 2019: Das Geheimnis der Brücken. Gedichte. SchumacherGebler, Dresden 2019.